# Do You Want To
«Do You Want To» (en español: «¿Quieres?») es el primer sencillo de la banda escocesa de indie rock Franz Ferdinand en su segundo álbum You Could Have It So Much Better.

## Historia
La canción fue compuesta en forma de una broma después de que Alex Kapranos llegó a un salón de una fiesta una noche donde la gente estaba gritando las cosas más ridículas y lo profano entre ellos. Las letras son básicamente algunas cosas que él oyó mujeres diferentes a gritarle por encima del ruido de la fiesta. La canción se dirige a una persona de la banda se reunió en la fiesta (al parecer en una galería de arte o algún otro lugar artístico o intelectual), y, esencialmente, invita al destinatario a conectar.

## Video musical
El video musical se desarrolla en una "fiesta de transmisión" en una alocada galería de arte, los instrumentos de la banda aparecen de la nada, y Alex Kapranos baila de una manera sugestiva al estilo de Elvis alrededor de su pie de micrófono. Según la revista Spin, la canción se basa aparentemente en una fiesta real en una galería de arte en Glasgow a la que asistieron los miembros de la banda. La banda quería que el vídeo se viera igual a aquel evento.
El vídeo, fue editado por Paul Martínez y dirigido por Diane Martel. Fue rodado en un estudio grande en el Bajo Manhattan. Aparte de unos pocos actores pagados en la primera fila, la mayoría de los extras para la secuencia de baile por última vez en el video son Franz Ferdinand aficionados reclutados en la página web de la banda.
La versión sindicada del vídeo elimina una secuencia en la que un hombre en llamas estrecha la mano de un maniquí, que recuerda a la famosa portada del álbum de Pink Floyd Wish You Were Here.

## Apariciones en medios
La canción ha aparecido en muchos anuncios y tráileres, como Fun With Dick and Jane, Camp Daddy Day y Good Luck Chuck. La canción fue incluida como la canción tema de cierre de la serie anime Paradise Kiss También fue utilizado en el canal de televisión infantil, CBeebies. Se presentó en el programa "Doodle Do". La canción también fue utilizada para Dance Dance Revolution SuperNOVA, y ahora está disponible como contenido descargable para el videojuego Rock Band. También aparecen en la banda sonora de Top Spin 3. Se escuchó también en el principio del episodio de CSI: NY "Bad Beat". La canción fue nombrada como la 342º de la década del 2000 según Pitchfork Media.

## Listas de canciones

### Ediciones de Reino Unido
CD
RUG211CD
1. «Do You Want To»
2. «Your Diary»

Maxi-CD
RUG211CDX
1. «Do You Want To»
2. «Fabulously  Lazy»
  - Lead vocals: Nick McCarthy (versos, puentes) and Alex Kapranos (coros)
3. «What You Meant» (versión acústica)

7"
RUG211
1. «Do You Want To»
2. «Get Away»
  - Lead vocals: Nick McCarthy (versos) y Alex Kapranos (coros)

12"
RUG211T
1. «Do You Want To» (Erol Alkan Glam Racket Remix)
2. «Do You Want To» (Original Version)

### Edición Europea
Cardsleeve CD
1. «Do You Want To»
2. «Your Diary»

## Posiciones

### Listas semanales
| Lista (2005)                                | Mejor posición |
| ------------------------------------------- | -------------- |
| Alemania (Media Control AG)                 | 70             |
| Bélgica (Valonia) (Ultratip Bubbling Under) | 8              |
| España (Top 100 Canciones)                  | 5              |
| Estados Unidos (Billboard Hot 100)          | 76             |
| Estados Unidos (Modern Rock Tracks)         | 9              |
| Estados Unidos (Pop 100)                    | 51             |
| Francia (SNEP)                              | 68             |
| Irlanda (IRMA)                              | 26             |
| Países Bajos (Mega Single Top 100)          | 13             |
| Reino Unido (UK Singles Chart)              | 4              |
| Suecia (Sverigetopplistan)                  | 45             |
| Suiza (Schweizer Hitparade)                 | 75             |

## Certificaciones
| País           | Organismo certificador | Certificación | Unidades certificadas / Ventas |
| -------------- | ---------------------- | ------------- | ------------------------------ |
| Estados Unidos | RIAA                   | Oro           | 500 000                        |
| Reino Unido    | BPI                    | Plata         | 200 000                        |